# Xarxa de televisió
Una xarxa de televisió o emissora és una xarxa de telecomunicacions per a la distribució de contingut de programes de televisió, on una operació central proporciona programació a moltes estacions de televisió o proveïdors de televisió de pagament. Fins a mitjan anys vuitanta, la programació de televisió a la majoria de països del món estava dominada per un nombre reduït de xarxes terrestres. Moltes xarxes de televisió primerenques (com NBC, ABC o BBC) van evolucionar a partir de xarxes de ràdio anteriors. Tanmateix, a la dècada de 1980, la televisió per cable va començar a experimentar un creixement sense precedents, doncs mentre que la televisió emesa permetia a l'espectador rebre una quantitat limitada de senyals d’emissores transmeses per l’aire amb l’ajuda d’una antena, la tecnologia per cable portava una gamma molt més àmplia de canals directament a casa mitjançant un cable coaxial.
Als països on la majoria de les xarxes emeten contingut idèntic i d'origen central a totes les seves estacions les emissores de televisió funcionen com a grans "estacions repetidores", i els termes "xarxa de televisió", "canal de televisió" i "estació de televisió" s'han convertit majoritàriament en intercanviables en el llenguatge quotidià, i només els professionals de les ocupacions relacionades amb la televisió continuen fent una diferenciació entre ells. Dins de la indústria, de vegades es crea una classificació entre grups de xarxes en funció de si la seva programació s'origina simultàniament des d'un punt central i si el control principal de la xarxa té la capacitat tècnica i administrativa per fer-se càrrec de la programació dels seus afiliats en temps real. quan ho consideri necessari; l'exemple més comú és durant els esdeveniments nacionals de notícies d'última hora.
A Amèrica del Nord, en particular, moltes xarxes de televisió disponibles per cable i televisió per satèl·lit es marquen com a "canals" perquè són una mica diferents de les xarxes tradicionals en el sentit definit anteriorment, ja que són operacions singulars: no tenen filials ni emissores de components, però en canvi, es distribueixen al públic per cable o proveïdors de difusió directa per satèl·lit. Aquestes xarxes s'anomenen habitualment amb termes com ara "canals especialitzats" al Canadà o "xarxes de cable" als EUA.
Una xarxa pot produir o no tota la seva pròpia programació. En cas contrari, les productores poden distribuir el seu contingut a les diferents xarxes, i és habitual que una determinada productora pugui tenir programes que s'emetin en dos o més. xarxes rivals. De la mateixa manera, algunes cadenes poden importar programes de televisió d'altres països o utilitzar programacions arxivades per ajudar a complementar els seus horaris.

## Resum
Als països en els quals la majoria de les xarxes emeten continguts idèntics, originats de forma centralitzada, a totes les seves emissores i en els quals, per tant, la majoria de les emissores de televisió individuals només funcionen com a grans "emissores repetidores", els termes "xarxa de televisió", "canal de televisió" (un identificador numèric o freqüència de ràdio) i "emissora de televisió" s'han convertit en la majoria dels casos en intercanviables en el llenguatge quotidià, encara que els professionals de les professions relacionades amb la televisió continuen fent una diferenciació entre ells. Dins de la indústria, a vegades es crea un escalonament entre grups de xarxes basat en si la seva programació s'origina simultàniament des d'un punt central, i si el control mestre de la xarxa té la capacitat tècnica i administrativa per a fer-se càrrec de la programació de les seves afiliades en temps real quan ho consideri necessari - l'exemple més comú és durant esdeveniments nacionals de notícies d'última hora.
A l'Amèrica del Nord, en particular, moltes xarxes de televisió disponibles a través del cable i la televisió per satèl·lit es denominen "canals" perquè són una mica diferents de les xarxes tradicionals en el sentit definit anteriorment, ja que són operacions singulars - no tenen afiliats o estacions de components, sinó que es distribueixen al públic a través dels proveïdors de cable o satèl·lit de difusió directa. Aquest tipus de xarxes solen denominar-se "canals especialitzats" al Canadà o "xarxa de cable" als Estats Units.
Una cadena pot o no produir tota la seva programació. En cas contrari, les empreses de producció (com Warner Bros. Television, Universal Television, Sony Pictures Television i TriStar Television) poden distribuir els seus continguts a les diferents cadenes, i és habitual que una determinada productora tingui programes que s'emetin en dues o més cadenes rivals. De la mateixa manera, algunes cadenes poden importar programes de televisió d'altres països, o utilitzar la programació arxivada per a ajudar a complementar els seus horaris.
Algunes emissores tenen la capacitat d'interrompre la xarxa mitjançant la inserció local d'anuncis televisius, identificació de l'emissora i alerta d'emergència. Unes altres se separen completament de la xarxa per a la seva pròpia programació, mètode conegut com a variació regional. Això és comú quan les xarxes petites són membres de xarxes més grans. La majoria de les emissores de televisió comercial són de propietat pròpia, encara que una varietat d'aquestes instàncies són propietat d'una xarxa de televisió de propietat i operació. Les televisions comercials també poden estar vinculades a un organisme de radiodifusió educatiu no comercial. També és important assenyalar que alguns països han posat en marxa xarxes nacionals de televisió, de manera que les diferents televisions poden actuar com a repetidores comunes de programes d'àmbit nacional.
D'altra banda, les xarxes de televisió també experimenten grans canvis relacionats amb les varietats culturals. L'aparició de la televisió per cable ha posat a la disposició dels principals mercats mediàtics programes com els dirigits als llatins biculturals estatunidencs. Una audiència captiva tan diversa presenta una ocasió perquè les xarxes i les filials anunciïn la millor programació que necessita ser emesa.
Així ho explica l'autor Tim P. Vós en el seu resum A Cultural Explanation of Early Broadcast, en el qual determina les representacions de grup objectiu/grup no objectiu, així com l'especificitat cultural empleada en l'entitat de la xarxa televisiva. Cal assenyalar que els legisladors no tenien la intenció expressa de crear un ordre de difusió dominat per les xarxes comercials. De fet, es van fer intents legislatius per a limitar la posició preferent de la xarxa.
Quant a les emissores individuals, els moderns centres d'operacions de la xarxa solen utilitzar l'automatització de l'emissió per a gestionar la majoria de les tasques. Aquests sistemes no sols s'utilitzen per a la programació i per al servidor de vídeo playout, sinó que utilitzen l'hora atòmica exacta del Sistema de Posicionament Global o altres fonts per a mantenir una perfecta sincronització amb els sistemes de pujada i baixada, de manera que la programació aparegui sense fissures per als espectadors.

## Història
La BBC va començar a emetre televisió de forma experimental el 30 de setembre de 1929, convertint-se en un servei regular (conegut com el servei de la televisió de BBC) el 1936. La difusió de la televisió es va suspendre des dede l'1 de setembre de 1939 al 7 de juny de 1946, durant la Segona Guerra Mundial.
Els investigadors de Bell Telephone Laboratories, filial d'AT&T van patentar el cable coaxial el 1929 com a dispositiu de millora telefònica. La seva gran capacitat (transmetre 240 trucades telefòniques simultàniament) també el va fer ideal per a la transmissió de televisió de llarga distància, on podia gestionar una banda de freqüència d'1 MHz. La televisió alemanya va demostrar per primera vegada aquesta aplicació l'any 1936 mitjançant la retransmissió de trucades telefòniques televisades des de Berlín a Leipzig, a 180 km de distància, per cable.
AT&T va col·locar el primer cable coaxial portador entre Nova York i Philadelphia, amb estacions automàtiques de reforç de senyal cada 10 milles (16 km), i el 1937 va experimentar amb la transmissió d'imatges en moviment televisades per la línia. La NBC va demostrar una emissió de televisió interurbana l'1 de febrer de 1940, des de la seva estació a la ciutat de Nova York a una altra a Schenectady, Nova York mitjançant antenes de relé de General Electric, i va començar a transmetre alguns programes de manera irregular a Philadelphia i Schenectady el 1941. Bell Labs va fer demostracions de l'enllaç de televisió Nova York-Filadelfia el 1940 i el 1941. AT&T va utilitzar l'enllaç coaxial per transmetre la Convenció Nacional Republicana el juny de 1940 des de Philadelphia a la ciutat de Nova York, on es va televisar a uns quants centenars de receptors per la NBC per l'estació W2XBS (que va evolucionar a WNBC) i a Schenectady, Nova York a través de W2XB (que va evolucionar a WRGB) mitjançant un relé fora de l'aire des de l'estació de Nova York. Les prioritats de la Segona Guerra Mundial van suspendre la fabricació d'equips de televisió i ràdio per a ús civil de l'1 d'abril de 1942 a l'1 d'octubre de 1945, tancant temporalment l'expansió de les xarxes de televisió. No obstant això, el 1944 un curtmetratge, Patrolling the Ether, es va emetre simultàniament per tres emissores com a experiment.

## Xarxes de televisió en català
Les primeres emissions regulars en català de TVE Catalunya comencen a partir del 1964 i consisteixen en obres de teatre (Teatre Català, Lletres Catalanes), programes especials sobre festes i tradicions i divulgatius (Mare Nostrum). Aquests programes s'emetien en desconnexió per a Catalunya i les Illes Balears. Als anys 70 apareixen magazins com Miramar, Mirador i Nova Gent, es creen els centres de producció de TVE al País Valencià i a les Illes Balears i es comença a emetre diàriament en català.
El 1983 s'inaugura Televisió de Catalunya, i el 1985, un grup de radioaficionats de Sueca munta un petit repetidor i aconsegueix recollir el senyal de TV3 i és precintat pel Delegat del Govern espanyol, Eugeni Burriel (PSPV-PSOE). El 1986 tot el País Valencià podia rebre TV3 gràcies als repetidors instal·lats per Acció Cultural del País Valencià. TV3 també amplia les seves emissions a les Illes Balears, la Catalunya Nord i la Franja de Ponent. El 1989 es crea Canal 33, el segon canal de TVC.
El 1989 es crea Televisió Valenciana, que neix envoltada en polèmica, entre altres coses perquè començava a emetre per la mateixa freqüència que usava ACPV per al senyal de TVC. D'altra banda, el model lingüístic adoptat decep tothom: una gran part de la programació es fa sempre en castellà, com ara els films o coproduccions amb altres canals. El segon canal de la Televisió Valenciana va començar les emissions regulars la diada del 9 d'octubre de 1997 amb el nom de Notícies 9, donant origen a interferències a l'emissió de TV3 a algunes comarques a mesura que anava implantant-se el segon canal.
El 1995 es crea Andorra Televisió, el primer canal estatal d'Andorra, i es legalitzen les televisions locals i comarcals, que gradualment es fan lloc en el panorama televisiu català. El 1997 es crea Notícies 9, que passarà a dir-se Punt 2, i el 1999, neix la xarxa de televisió de la Diputació de Barcelona amb el nom de Xarxa de Televisions Locals, i el 2003 Comunicàlia, per aglutinar les incloses en el Consorci Local i Comarcal de Comunicació, nascuda en 1998 a partir de les Diputacions de Girona, Tarragona, Lleida, i diversos consells comarcals i ajuntaments. Ambdues xarxes disposaven d'emissores de les Balears i el País Valenciá, Comunicàlia, una d'Andorra. Bona part de les televisions locals estaven afiliades a les dues xarxes.
En 23 d'abril de 2001 va començar a emetre un canal de televisió privat de Catalunya, City TV Als seus inicis va apostar per contractar presentadors catalans molt populars com Jordi González, Alfons Arús, Àngel Llàcer, Toni Clapés, Llucià Ferrer o Toni Soler, després conegut com Td8, i mmés tard, 8tv.
Fins al 2005, quan es crea IB3, no hi va haver televisió autonòmica a les Illes Balears. En un primera fase el model lingüístic adoptat per IB3 era també bilingüe amb una gran part de continguts en castellà, però amb el temps evolucionà cap a un model predominantment en català i amb alguns doblatges ja fets per TV3.

## Espanya
La televisió a Espanya va començar en 1956 amb la creació de Televisió Espanyola (TVE) i es va expandir en els anys 80 amb l'arribada de les cadenes autonòmiques com TV3, ETB i TVG. En els 90, es va liberalitzar el sector amb l'aparició de cadenes privades com Antena 3 i Telecinco. La digitalització a la dècada del 2000 va portar a l'adopció de la Televisió Digital Terrestre (TDT), culminant en l'apagada analògica en 2010. En l'última dècada, l'auge de les plataformes de streaming com Netflix i HBO, juntament amb les plataformes pròpies de cadenes nacionals, ha diversificat encara més l'oferta televisiva a Espanya.
A continuació es llisten les principals cadenes de televisió a Espanya que emeten en obert:

### Cadenes Nacionals
1. RTVE (Radiotelevisió Espanyola)
  - La 1: És la principal cadena pública d'Espanya i ofereix una programació variada que inclou notícies, entreteniment, sèries i pel·lícules.
  - La 2: Ofereix continguts més culturals i educatius, documentals, programes de debat i cinema independent.
  - 24 Horas: Canal de notícies que emet informació les 24 hores del dia.
  - Clan: Canal dedicat als nens, amb dibuixos animats i programes educatius.
  - Teledeporte: Canal especialitzat en esports.
2. Atresmedia
  - Antena 3: Una de les principals cadenes privades, coneguda per les seves sèries de ficció, concursos, programes d'entreteniment i notícies.
  - La Sexta: Destaca pel seu enfocament en l'actualitat, notícies, programes de debat i entreteniment.
3. Mediaset España
  - Telecinco: Cadena privada amb una programació molt variada que inclou sèries, realities, notícies i programes d'entreteniment.
  - Cuatro: S'enfoca en un públic més jove amb sèries, realities i programes d'actualitat i entreteniment.

### Cadenes Autonòmiques
1. TV3 (Catalunya): La televisió autonòmica catalana, amb una programació en català que inclou notícies, entreteniment, i sèries locals.
2. Telemadrid (Madrid): La cadena pública de la Comunitat de Madrid, amb una programació que inclou notícies locals, entreteniment i esports.
3. Canal Sur (Andalusia): Ofereix programació en andalús, amb notícies, programes culturals i entreteniment.
4. Altresː TVG, ETB, etc.

Finalment, amb l'arribada a partir de la dècada de 2010 de plataformes de streaming com Netflix, HBO, Amazon Prime Video, i Disney+, les cadenes tradicionals han hagut d'adaptar-se per a continuar sent rellevants. Això ha portat a una major producció de contingut original i a la creació de plataformes pròpies de streaming, com Atresplayer (Atresmedia) i Mediaset Infinity (Mediaset España).